# Begonia dichotoma
Espèce
Synonymes
- Begonia sucrensis L.B.Sm. & B.G.Schub.[1]
- Saueria sulcata (Scheidw.) Klotzsch[1]
- Wageneria dichotoma (Jacq.) Klotzsch[1]

Begonia dichotoma est une espèce de plantes de la famille des Begoniaceae. Ce bégonia est originaire d'Amérique du Sud. L'espèce fait partie de la section Pritzelia. Elle a été décrite en 1791 par Nikolaus Joseph von Jacquin (1727-1817). L'épithète spécifique dichotoma signifie « qui bifurque ».

## Répartition géographique
Cette espèce est originaire des pays suivants : Colombie ; Venezuela.